# St. Lucia (Beilngries)

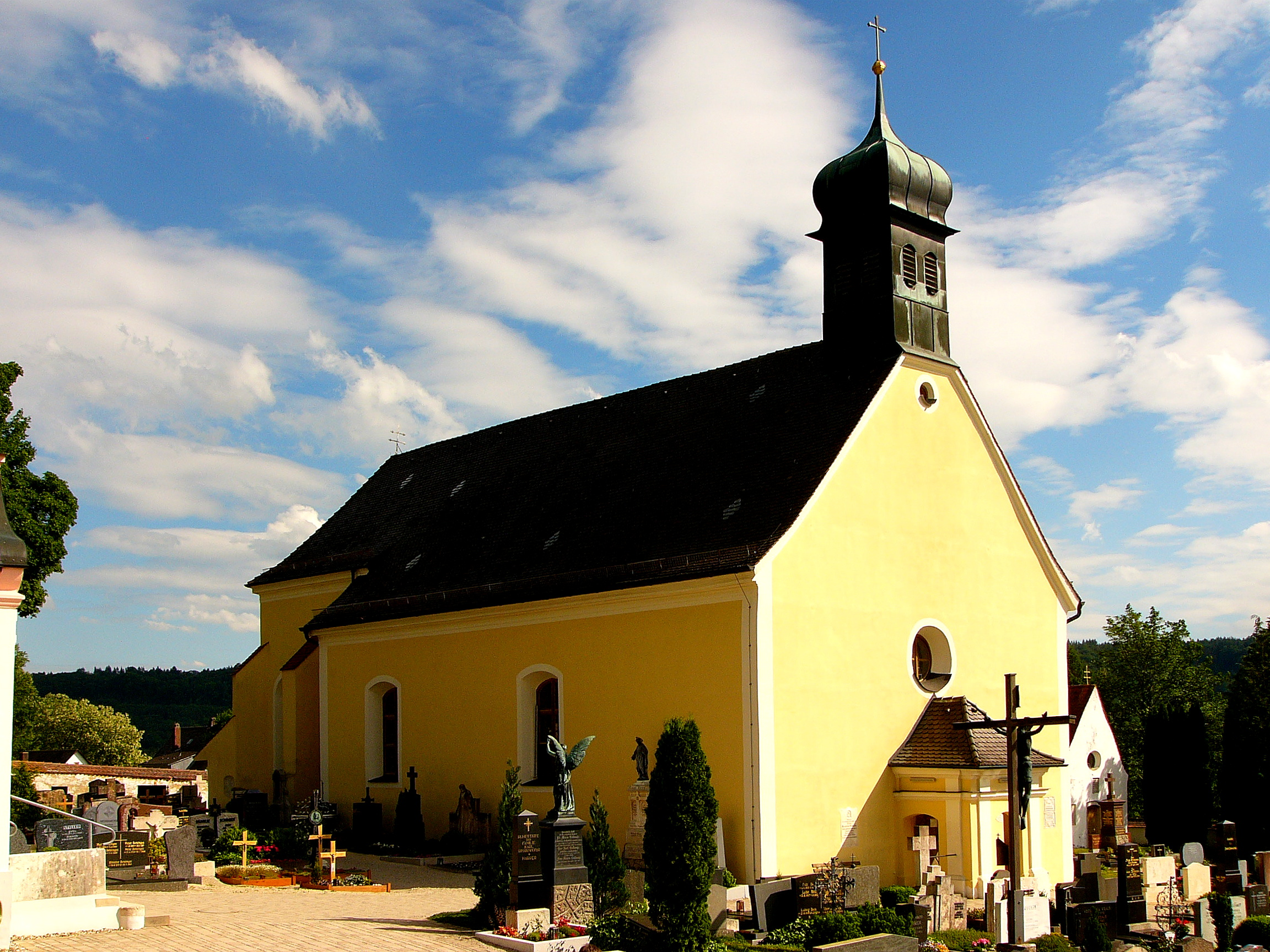
Kirche St. Lucia

St. Lucia ist eine Gottesackerkirche in Beilngries, Bayern. Die Kirche wird aufgrund ihrer Lage als Bühlkirche bezeichnet.

## Geschichte
1191 wurde erstmals eine Kirche auf Pühelkirchen, einem Bergsporn des Arzberges, urkundlich erwähnt. 1305 wurde dann eine Kirchlein im Talgrund erwähnt. Bis 1441 war die Bühlkirche Pfarrkirche von Beilngries. Da Beilngries seit 1138 dem Kloster Plankstetten inkorporiert war, wurde der Seelsorger von Beilngries jeweils von den Mönchen gestellt. Von 1469 bis 1476 wurde die jetzige Bühlkirche in gotischem Stil erbaut. Die Barockisierung erfolgte 1740. Gleichzeitig erhielt sie einen Dachreiter.

## Ausstattung
Spätgotische Holzreliefs beiderseits des Kreuzes am Hochaltar zeigen die Verkündigung des Herrn, die Geburt Christi, die Beschneidung des Herrn und die Anbetung der Könige. Im Chor stehen Figuren aus der Erbauungszeit: St. Luzia und St. Michael links und St. Nikolaus rechts. In den Kirchwänden sind Epitaphe eingelassen. Eine Grabstein wurde von Loy Hering geschaffen.
Der Schlussstein im Chor zeigt die Wappen der Stadt Beilngries, des Hochstifts Eichstätt, des Bischofs Wilhelm von Reichenau und die Jahreszahl 1476.